# Juan Sebastián Elcano
Juan Sebastián Elcano ali El Cano, španski pomorščak in raziskovalec, * 1476, Getaria, † Tihi ocean 4. avgust 1526.
Elcano je bil krmar na ladji Concepción, eni od petih, ki so sestavljale Magellanovo posadko 240 mož na poti okoli sveta.
Po Magellanovi smrti na Molukih je Elcano prevzel vodstvo špedicije in privedel edino preostalo ladjo, Victorio, s samo 18 mornarji, leta 1522 do španske obale, s čimer je bila pot okoli sveta zaključena. Med preživetimi je bil tudi Benečan Antonio Pigafetta, ki je v podrobnem dnevniku opisal celoten podvig. To so bili prvi Evropejci, ki so objadrali svet.
Po treh letih je Elcano po naročilu kralja Karla I. Španskega spet odplul proti Molukom, a kmalu po srečnem prehodu skozi Magellanov preliv je na poti preko Tihega oceana zbolel in umrl.
1. 1 2  Kraljeva akademija za zgodovino — 1738.
2. ↑  Find a Grave — 1996.
3. ↑  Brockhaus Enzyklopädie